# Ambasada Łotwy w Mińsku
Ambasada Łotwy w Mińsku (biał. Пасольства Латвіі ў Мінску) – misja dyplomatyczna Republiki Łotewskiej w Republice Białorusi. Obecnie działalność ambasady jest zawieszona.

## Historia
Łotwa uznała niepodległość Białorusi 8 stycznia 1992. Białoruś uznała zaś niepodległość Łotwy 22 stycznia 1992. Stosunki dyplomatyczne pomiędzy obydwoma krajami zostały nawiązane 7 kwietnia 1992.
Pierwszy łotewski dyplomata rozpoczął pracę na Białorusi w 1992. Oficjalne otwarcie Ambasady Łotwy w Mińsku i mianowanie pierwszego ambasadora nastąpiło w 1993.
24 maja 2021 ambasador Einars Semanis został wezwany do Ministerstwa Spraw Zagranicznych Białorusi, gdzie władze białoruskie nakazały mu opuścić Białoruś w ciągu 24 godzin. Pozostałym łotewskim dyplomatom nakazano wyjechać z Białorusi w ciągu 48 godzin, z wyjątkiem jednej osoby, której zezwolono pozostać w celu opieki nad budynkiem ambasady. Wydarzenia te były spowodowane napięciami na linii Mińsk-Ryga, m.in. wypowiedziami prezydenta Łotwy Egilsa Levitsa potępiającymi działania białoruskich władz oraz z powodu zdjęcia przez ministra spraw zagranicznych Łotwy Edgarsa Rinkēvičsa i burmistrza Rygi Mārtiņša Staķisa, wywieszonej w Rydze z okazji odbywających się w tym mieście Mistrzostw Świata w Hokeju na Lodzie 2021 flagi państwowej Białorusi i zastąpienia jej historyczną flagą Białorusi, kojarzoną obecnie z opozycją wobec prezydenta Alaksandra Łukaszenki. Sankcje nie objęły Konsulatu Łotwy w Witebsku.

### Ambasadorzy
Szefowie placówki oznaczeni kursywą nie posiadali tytułu ambasadora
- Agnis Tomass (1992 - 1993)
- Jānis Lovniks (1993 - 1997)
- Ingrīda Levrence (1997 - 2000)
- Egons Neimanis (2000 - 2004)
- Maira Mora (2004 - 2010)
- Mihails Popkovs (2010 - 2015)
- Mārtiņš Virsis (2015 - 2019)
- Einars Semanis (2019 - 2024)[1]

## Inne placówki
Łotwa posiada na Białorusi konsulat w Witebsku oraz konsulat honorowy w Mohylewie.